# Rubraea lualabae
Rubraea lualabae is een vlinder uit de familie van de Nymphalidae. De wetenschappelijke naam van deze soort is voor het eerst voorgesteld als Acraea lualabae door Sheffield Airey Neave in een publicatie uit 1910.
Deze soort komt voor in Congo-Kinshasa. De naam verwijst naar de plaats waar deze soort voor het eerst is ontdekt, bij de Lualaba, een rivier in Congo-Kinshasa.